# 駅弁探偵殺人事件
『駅弁探偵殺人事件』（えきべんたんていさつじんじけん）は、テレビ朝日系「土曜ワイド劇場」で放送されたドラマ。

## 駅弁探偵殺人事件/駅弁探偵連続殺人
『駅弁探偵殺人事件』は、1992年から1995年まで放送されたシリーズ。全2回。主演は三田寛子。
第2作のタイトルは『駅弁探偵連続殺人』。

### キャスト

#### 主人公と家族
田村サツキ
演 - 三田寛子
デパートのイベント企画部の従業員。新婚1か月で未亡人になり、母の虹子や息子の哲夫と一緒に暮らしている。デパートには子持ちの未亡人であることを隠している。
哲夫
演 - 谷篤寿（第2作）
サツキの息子。
田村虹子
演 - 結城美栄子
サツキの母。

#### ゲスト
第1作「駅弁探偵殺人事件」（1992年）
- 雪子（旅役者） - 一色采子
- 月子（旅役者） - 加藤由美
- 花代（旅役者） - 北川裕子
- 横山（銀行の支店長代理） - 山西道広
- サツキの同僚 - 松尾和美
- モデル - 沢田夏子
- 雨宮（デパートのイベント企画部の課長） - 佐藤仁哉
- 青木（県警の刑事） - ひかる一平
- 北能登食品の社長 - 相馬剛三
- 佐々木（県警の刑事） - 梅津栄
- 小笠原（銀行の常務） - 河原崎長一郎
- 唐沢武彦（デパートのイベント企画部の従業員） - 清水宏次朗
- 今井麻美子、由希加奈、唐沢民賢、高橋道明、小坂正道、神田勇希、篠田高信

第2作「駅弁探偵連続殺人」（1995年）
- 二階堂健人（カメラマン） - 竹内力
- 倉田由香（モデル・倉田の娘） - 坂上香織
- ミキ（モデル） - 鈴木奈穂
- 倉田の妻 - 有希九美
- 五十嵐（部長刑事） - 下川辰平
- 刑事 - 金田拓三
- 倉田（代議士） - 常泉忠通
- お立ち台ギャル - 松本さえ、小川るり
- 川北（倉田の秘書） - 頭師孝雄
- 南（モデル事務所の社長） - 片桐竜次
- 高見沢綾（染色デザイナー） - 二宮さよ子
- 岩崎ひと美、岩下玲子、伊予博史、沼崎悠、三野友華子、高橋道明、河上剛徳、渡部るみ、五野上力、木村修、内野友徳、内田修司、大村賢次

### スタッフ
- 脚本 - 篠崎好
- 音楽 - 義野裕明
- 監督 - 小松範任
- 制作 - ABC、東映

### 放送日程
| 話数 | 放送日         | サブタイトル | 脚本   | 監督     |
| ---- | -------------- | --- | ------ | -------- |
| 1    | 1992年12月19日 | 駅弁探偵殺人事件 婚前カップルとヌードギャルの北陸グルメ旅 美人旅役者三姉妹に魔の手が！ 〜秘湯大牧温泉・輪島朝市〜 | 篠崎好 | 小松範任 |
| 2    | 1995年09月16日 | 駅弁探偵連続殺人 お立ち台ギャルとブルセラ女子高生の秘密 殺意の上信越湯けむり旅行                                  | 篠崎好 | 小松範任 |

## 駅弁探偵ミステリー列車
『駅弁探偵ミステリー列車』は、2001年10月20日に放送された。主演は森公美子。
サブタイトルは「みちのく終着駅の花嫁 日本三景トライアングル連続殺人とアツアツ駅弁の秘密」。

### キャスト
- 花岡円（会社員） - 森公美子（少女時代：池内菜々美[1]）
- 川添久子（円の同僚） - 大河内奈々子
- 村岡憲治（県警の刑事） - 宇梶剛士
- 根岸（警部） - 不破万作
- 高野明子（高野の一人娘） - 三井万裕美
- 毛利剛（不動産屋） - 潮哲也
- 寺西（部長） - 南條豊
- 仙波実（毛利の仲間） - 山田明郷[2]
- 山本則夫（毛利の仲間） - 松崎洋二
- 水沼（刑事） - 鈴木飛雄
- 皆川（刑事） - 奥久俊樹
- 笹井（刑事） - 柚原旬
- 高野光彦（料亭「高野」主人） - 石山律雄
- 桐山（専務） - 浅沼晋平
- 畑山（社長） - 村野武範
- 方言指導 - 名川貞郎
- 正木良作 - 井田州彦
- 西山千草（料理屋の女将） - 姿晴香
- 和田耕平（料亭「高野」板前） - 長門裕之
- 岩尾拓志、野村信次、長島裕子、水野純一、篠田薫、中嶋直人、梁井律子、村上直樹、佐藤興治、阿部涼夏

### スタッフ
- 脚本 - 大野武雄
- 監督 - 大井利夫
- エンディングテーマ - ZARD「promised you」
- 制作 - ABC、東映